# Lone Koppel
Lone Koppel (Copenhaguen, 20 de maig de 1938) és una soprano danesa. Va ser durant més de 30 anys una de les principals sopranos lírico-dramàtiques del Teatre Reial de Copenhaguen. Entre les seves actuacions memorables hi havia la seva aparició el 1964 a Tosca de Puccini, que es va emetre a la televisió danesa.

## Biografia
Lone Herman Koppel era filla del compositor Herman David Koppel (1908–1998) i Edel Vibeke Clausen-Bruun (1909–1976). Es va casar tres vegades: el 15 de juny de 1961 amb l'editor Erik Cosman Lindgren (nascut el 1939), divorciada el 1969; el 30 d'abril de 1969 amb el pianista i director d'òpera John Winther (nascut el 1933), divorciada el 1979; i el 23 de juliol de 1983 amb el cantant d'òpera suec Björn Asker (nascut el 1941). Té tres fills: Mie (1963), Thomas Peter (1965) i Nikolaj (1969).
Criada en una família de músics, va cantar des de petita i als 11 anys es va acompanyar ella mateixa al piano mentre cantava cançons de Brahms i Schubert. Va estudiar al Royal Danish Conservatoire amb Dora Sigurdsson abans d'especialitzar-se en òpera a la Royal Theatre's Opera Academy. Mentre estudiava, va aparèixer en públic amb el seu pare, però va ser el setembre de 1962 que va deixar la seva marca interpretant Musetta a La bohème de Puccini. Dos anys més tard, juntament amb Ib Hansen, va aconseguir un èxit encara més gran com a Tosca en una producció televisiva dirigida per Holger Boland.
De 1964 a 1966, es va incorporar a l'⁣Òpera de Kiel, però va continuar sent la soprano operística més popular de Dinamarca, ja que va interpretar papers principals com Santuzza a Cavalleria rusticana, Elisabeth a Tannhäuser i Senta a Der fliegende Holländer i una vegada més com a Tosca quan l'òpera tornava a ser presentada pel Teatre Reial l'any 1967. Altres èxits van incloure els seus papers Salomé, a Ariadne auf Naxos, Elisabeth i Venus a Tannhäuser, Senta a Fliegende Holländer, Simone Boccanegra (1968), Eugene Onegin (1968) i Il trovatore (1971). A la dècada de 1960 i principis de 1970, va ser la cantant d'òpera més productiva de Copenhaguen, interpretant no només papers tradicionals sinó també participant en el nou repertori, per exemple com Marie a Wozzeck de Berg o interpretant el paper principal a Katerina Ismailova de Xostakovitx. Més tard: Abigaille a Nabucco, Ortrud a Lohengrin, Kundry a Parsifal, Amneris a Aida, Jenůfa i Kostelnicka a Jenůfa.
El 1973, juntament amb el seu marit John Winther, es va incorporar a l'⁣Òpera Australiana on, a més dels seus papers danesos, va cantar Jenny a Mahagonny de Weill. En tornar a Copenhaguen el 1978, els seus nous papers van incloure Lady Macbeth a Macbeth de Verdi i el paper principal a Elektra de Richard Strauss, que també va interpretar pel seu 25è aniversari al Royal Theatre el 1987. També va rebre elogis per interpretar el paper còmic de Fata Morgana a L'amor per tres taronges de Prokófiev.
Koppel va ser convidada per Poul Jørgensen per dirigir Drot og marsk de Peter Heise al Royal Theatre el 1993. Durant la seva carrera, també ha actuat en concerts per tot Escandinàvia, així com a Anglaterra, Alemanya, Holanda i Nova Zelanda.

## Premis i honors
El 1971, Koppel va rebre el Tagea Brandt Rejselegat i el 1991 va ser honrat com a Cavaller de 1a classe de l'⁣Ordre del Dannebrog. L'agost de 2016, va rebre l'Ordre del Mèrit del Festival d'Òpera de Copenhaguen per cantar Vissi d'arte de Tosca, 55 anys després de la seva primera actuació.